# Gare des Yvris - Noisy-le-Grand
Gare des Yvris - Noisy-le-Grand vasútállomás és RER állomás Franciaországban, Noisy-le-Grand településen.

## Vasútvonalak
Az állomást az alábbi vasútvonalak érintik:
- Párizs–Mulhouse-vasútvonal

## Kapcsolódó állomások
A vasútállomáshoz az alábbi állomások vannak a legközelebb:
- Gare de Villiers-sur-Marne - Le Plessis-Trévise (Nanterre – La Folie, RER E)
- Gare d’Émerainville - Pontault-Combault (Gare de Tournan, RER E)

## Lásd még
- Franciaország vasútállomásainak listája
- A RER állomásainak listája